# 鰹節

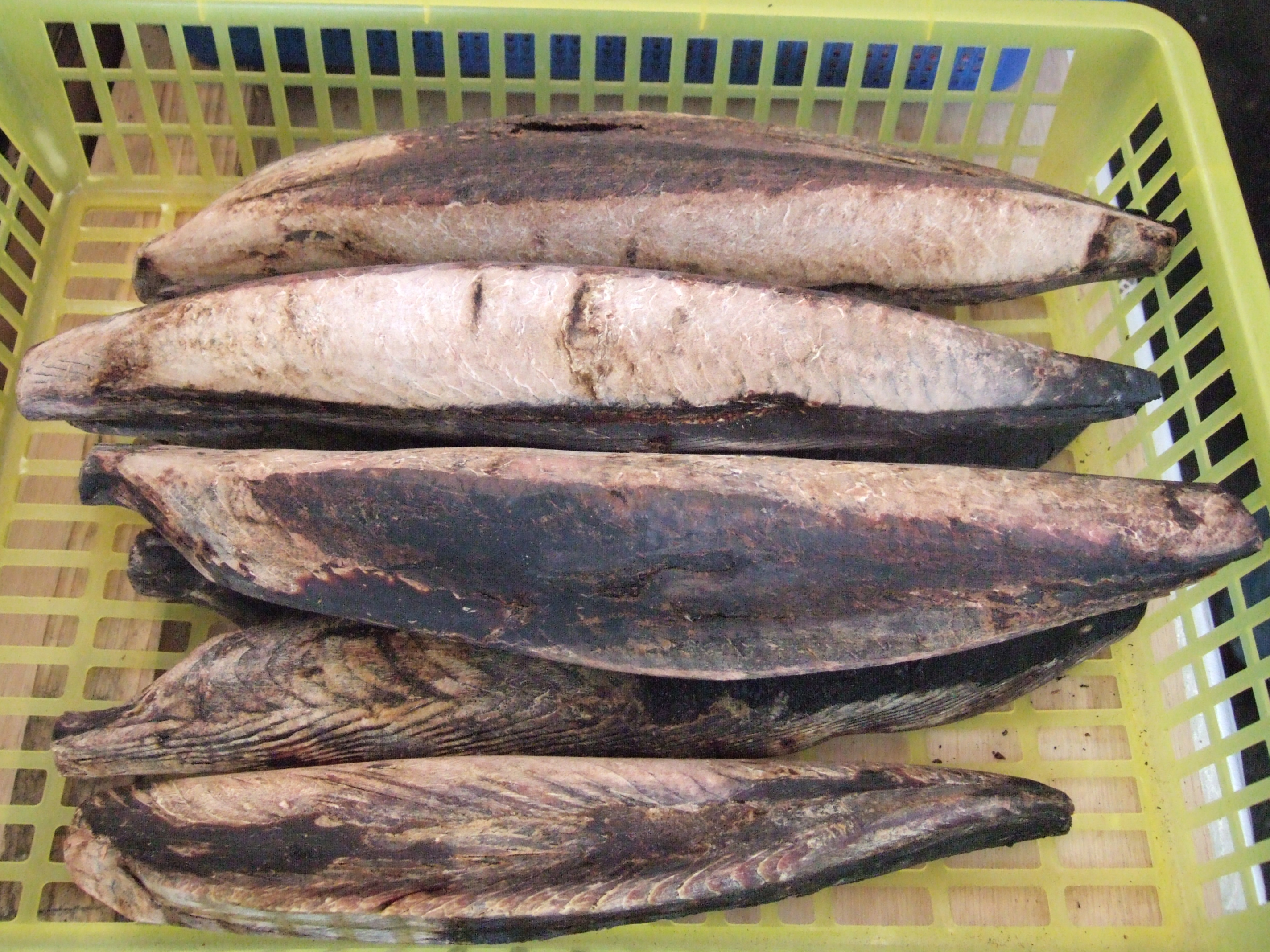
鰹節

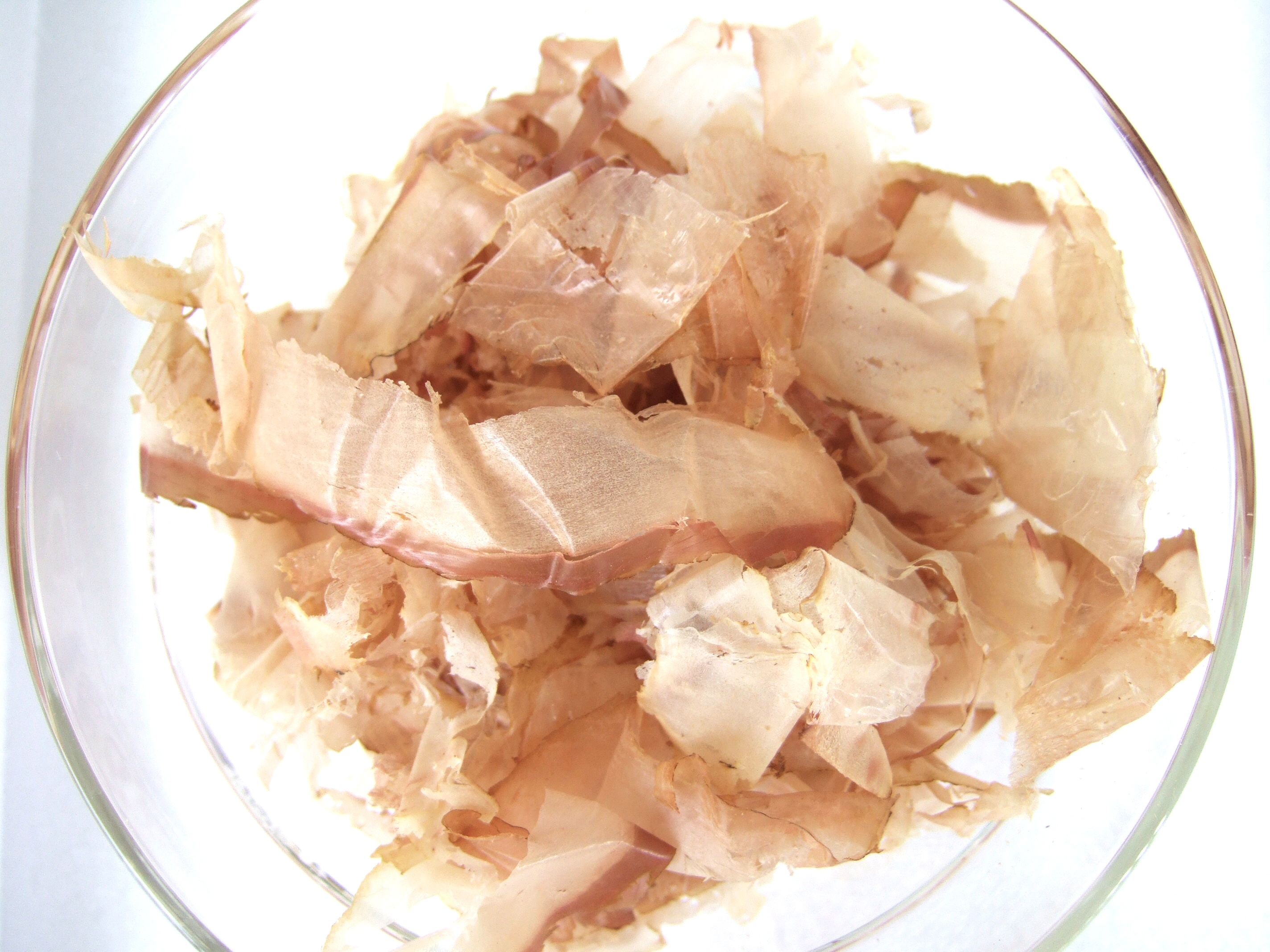
削り節

鰹節（かつおぶし）は、カツオの魚肉を煮熟してから乾燥させた日本の保存食品。「かつぶし」とも言う。なお、おかかは鰹節または削り節のことを指す。

## 概説
サバ科のカツオを材料とし、魚体から頭・鰭・腹皮と呼ばれる腹部の脂肪の多い部分を切り落とし、三枚以上におろし、「節（ふし）」と呼ばれる舟形に整形してから加工された物を指して鰹節と言う。
鰹節は節類の代表的なもので加工の工程や製品の形状の名称が共通する。三枚におろしたものを亀節、三枚から背と腹におろしたものを本節、本節の中でも背側を使ったものを雄節（または背節）、腹側を使ったものを雌節（または腹節）という。

### 節類
カツオに限らず、身卸しした魚を煮熟し乾燥させた食品を総称して「節類（ふし類）」という。節類は魚種によって鰹節（かつお節）のほか、宗田節（そうだ節）、鯖節（さば節）、鰯節（いわし節）などがある。
- 鰹節
- 宗田節（ソウダガツオ）
- 鯖節（サバ・ゴマサバ）
- 鮪節（シビ）
- 鯵節（ムロアジ）
- 鰯節（カタクチイワシ、マイワシなど）

鰹節は節類の代表的なもので、「カツオ」は「勝男」に通じることから縁起物として贈答品などに用いられてきた。
また、鯖節は関東地方では蕎麦つゆの原料に用いられている。
他に、畜肉を材料に同様の製法で製造した「節」もある。

### 加工形状による分類
節類のうち、節そのものの分類としては、魚を三枚おろしにした形状で加工したものを亀節という。また、背部と腹部に二分したものは本節といい、背部にあたるものを雄節、腹部にあたるものを雌節という。なお、節をさらに加工した製品に削り節や粉節がある。

### 製造工程による分類
節類の加工は、鮮魚を卸した後、煮熟と放冷を行い、さらに焙乾や天日干し、カビ付け（微生物の利用による乾燥）の繰り返しが行われる。
これらの製造工程によって、節類では、魚を煮熟して骨抜きののち放冷した製品を生利節（なまり節）、3番火による焙乾まで完了した製品を新さつま節、焙乾を完了した製品を新節、新節の表面を削った製品を裸節という。さらに裸節を天日乾燥して2番カビ付けまで終わった製品を新仕上げ節（荒本仕上節、青枯節）、カビ付けによる乾燥を完全に完了した製品を本枯節という。
鰹節を小分けで個包装したパック原料になっているのは一般的に新仕上節（荒本仕上節）と呼ばれるものである。なお、さば節にもカビ付けをした製品とカビ付けをしない製品があるが、生産品のほとんどはカビ付けをしない製品である。

## 歴史

### 起源
カツオ自体は古くから日本人の食用となっており、縄文時代前期にはすでに食べられていた形跡がある（青森県八戸市の一王寺貝塚など）。5世紀頃には干しカツオが作られていたとみられるが、これらは現在の鰹節とはかなり異なったものであったとみられる（記録によるといくつかの製法があったようだが、干物に近いものであったと思われる）。
宮下章は、『鰹節考』の中で「カツオほど古代人が貴重視したものはない。（中略）米食中心の食事が形成されて以来、カツオの煎汁だけが特に選ばれ、大豆製の発酵調味料と肩を並べていた」と述べている。

### 燻乾法以前
飛鳥時代（6世紀末-8世紀初頭）の大宝元年（701年）には大宝律令・賦役令により、この干しカツオなど（製法が異なる「堅魚」「煮堅魚」「堅魚煎汁」に分類されている）が献納品として指定される。うち「堅魚」は、伊豆・駿河・志摩・相模・安房・紀伊・阿波・土佐・豊後・日向から献納されることとなった。
現在の鰹節に比較的近いものが出現するのは室町時代（1338年以降）である。長享3年から延徳元年（1489年）のものとされる『四条流庖丁書』の中に「花鰹」の文字があり、これはカツオ産品を削ったものと考えられる。
「鰹節」が文字として文献に登場する最古の資料は、永正10年（1513年）に臥蛇島から領主の種子島家への貢物に関して記したもので「かつおぶし」とある。

### 燻乾法の確立
江戸時代に、紀州印南浦（現和歌山県日高郡印南町）の角屋甚太郎という人物が燻製で魚肉中の水分を除去する燻乾法（別名焙乾法）を考案。これにより現在の荒節に近いものが作られるようになり、焙乾法で作られた鰹節は熊野節（くまのぶし）として人気を呼んだ。さらに1674年（延宝2年）には角屋甚太郎によって土佐の宇佐浦に燻製法が伝えられた。この時、燻製法を学んだ宇佐の亀蔵は、幡多郡の清水町 (高知県)に製造工場を建てるなど、カツオ漁の盛んな地域に鰹節を広めた。
大坂・江戸などの鰹節の消費地から遠い土佐ではカビの発生に悩まされたが、逆にカビを利用して乾燥させる方法が考案された。この改良土佐節は大坂や江戸までの長期輸送はもちろん、消費地での長期保存にも耐えることができたばかりか味もよいと評判を呼び、土佐節の全盛期を迎える。改良に貢献した人物には亀蔵の来孫である播磨屋佐之助、米澤節を生み出した安芸郡浮津の米澤寅太郎、山内家から幕府への献上品である春日節を生み出した幡多郡中の濱の二代目山崎儀右衛門などがいる。
改良土佐節は燻乾法を土佐に伝えた甚太郎の故郷に教えた以外は土佐藩の秘伝とされた。しかし、宝永年間（1704-1711年）には紀州の森弥兵衛によって枕崎に製法が伝えられた。さらに土佐与市によって天明年間（1781-1789年）に熊野や安房、享和元年（1801年）に伊豆へ製法を広めた。これにより土佐節・薩摩節・伊豆節が三大名産品と呼ばれるようになる。
江戸期には国内での海運が盛んになり、九州や四国などの鰹節も江戸に運ばれるようになり、土佐（高知）の「清水節」、薩摩の「屋久島節」などを大関とする鰹節の番付表が作成された。
参考・文政五年（1822年）の諸国鰹節番付

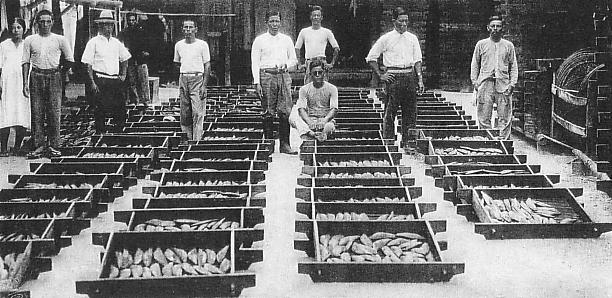
南洋庁時代のトラック島における鰹節（1930年頃）

- 大関 - 清水節（東方・土佐）、役島節（西方・薩摩[10]）
- 関脇 - 宇佐節（東方・土佐）、御崎節（西方・土佐）
- 小結 - 福島節（東方・土佐）、須崎節（西方・土佐）
- 以下、行司、前頭、世話方、勧進元が続く。
  - なお、土佐節、薩摩節などは土佐、薩摩などで作られた節の総称である。

1883年（明治16年）に東京の上野公園で「第一回水産博覧会」が、1908年（明治41年）に「大日本水産会第一回鰹節即売品評会」が開催されるなど、各地で鰹節の品評が行なわれ、東の焼津節・西の土佐節の品質が高く評価された。
大正時代には産地の枕崎などではカツオ漁業と鰹節加工業が分離して専業となったことで鰹節の品質が向上したといわれている。
枯節のカビは当初自然発生させていたが、昭和以降は純粋培養したカツオブシカビ（コウジカビの一種、学名Aspergillus glaucus）を噴霧することで完成までの日数短縮と、好ましくないカビが発生する問題の回避を行なうのが主流になっている。
明治以降、日本が国際連盟の委任統治領としていた南洋諸島（ミクロネシアの島々）や20世紀に日本が統治をしていた台湾でも製造されるようになった。特に南洋ものは安価であったことから大いに市場を拡大したが、南洋諸島が第二次世界大戦後に日本の統治を離れたことで、この地域での鰹節産業は終焉を迎えた。しかし、台湾では、日本食品として鰹節の利用も根付いた。「柴魚」と呼び、現在も東部の台東県や花蓮県で製造されており、麺線などの台湾料理のスープを取るのにも用いられる。花蓮県新城郷には「七星柴魚博物館」という鰹節をテーマにした博物館がある。

### 削り
調理直前に鰹節削り器（カンナ）で削られていた鰹節だが、1915年（大正4年）頃には電動削り器が普及。鰹節のほか、削り節（花かつお）としても流通が行われるようになる。もっとも、削り節は削った後に急速に劣化するため保存性が課題とされた。1968年（昭和43年）、鰹節メーカーのにんべんが、三層構造のフィルムパックに窒素充填を組み合わせた「フレッシュパック」を商品化した。

## 製法

### 製造工程
先述のように加工は、カツオを卸した後、煮熟と放冷を行い、さらに焙乾や天日干し、カビ付け（微生物の利用による乾燥）の繰り返しが行われる。加工工程の差異によって、鰹を茹でて干したのみの生利節（なまりぶし）、それを燻製にしたさつま節・荒節（あらぶし）、荒節にカビを付けることにより水分を抜きながら熟成させる工程を繰り返した本節・枯節（かれぶし）・本枯節（ほんかれぶし）・仕上げ節など呼び名が異なる。鰹節という呼称は燻製法ができる江戸時代以前にすでに用いられており、上記のような各種のものを総じて呼ぶ事もある。
原料
原料のカツオは鰹節にする場合は脂肪分が少ないほうが良いとされ、脂肪分1〜3%のものが鰹節の製造に適している。
生切り
カツオの頭部と腹部を取って内臓を除去する工程。伝統的には包丁で処理されるが、工場ではヘッドカッターが導入されているところが多い。魚体の処理方法には薩摩型（地型）と改良型（焼津型）があるが後者が一般的になっている。一般的に魚体が4kg以下のときは左右2枚に捌いて亀節、それより大きいものはさらに背肉と腹肉を分けて4枚とし本節にする。
籠立て
煮熟のために煮籠に節を並べる作業を籠立てという。亀節の場合は皮付面、本節では身付面を下にして煮籠に並べる。
煮熟
節を並べた煮籠を重ねて煮釜に入れて加熱する。鰹の死後、熟成する段階で自己消化で核酸より生成されたイノシン酸は、これ以後の化学反応を経て腐敗を防ぐために酵素の活性を失うべく、高温の熱湯に漬ける「煮熟（しゃじゅく）」をすることにより、イノシン酸が固定される。煮熟の過程で湧出されたエキスも回収されて市販の製品に利用される。
骨抜き
煮熟した節から骨を抜く工程。
修繕
身卸し、煮熟、骨抜きの工程で欠けた部分に練り肉を埋め形を整える工程。
蒸煮
節を引き締め表面を殺菌するため100度〜120度で蒸して加熱する。
焙乾
蒸煮した節は硬木（ナラ、クヌギ、カシ、サクラ、モミ等）を焚いて焙乾するが、亀節では8〜10番火、本節では10〜15番火まで繰り返す。この工程後に半日から一日、日乾したものを荒節という
焙乾には手火山式と棚式があるが後者が一般的になっている。江戸時代より鰹節の製造に使われてきた手火山式は、生切りした鰹をセイロに乗せた後、薪を使い高温に燻煙させて作る工程をいう。
削り
日乾した節は3〜4日放置し、表面についたタール質を削り取って形を整えるが、この工程を終えたものを裸節という。伝統的には包丁で処理されたが、工場ではグラインダー型のやすりを付けた木製ドラムの機械が導入されているところが多い。
カビ付け
カビ付けの意義は完全には解明されていないが、優良カビによる水分や脂肪の除去、特有の香味の付与やだし汁の透明化、不良カビの抑制などの効果があるとされている。裸節を2〜3日乾燥させてからカビ付け用の木箱に詰めてカビ付け庫（湿度80〜90%、温度27〜30度）。カビ付けと日乾、日乾後のブラシでのカビの払い落しを繰り返すが、普通はカビ付け操作の回数で4番カビまで行われる。カビを生やした枯節には、うま味成分やビタミン類が他の鰹節より多く含まれ、高級品として扱われている。血合いをそのままにしたものと除いたもの（血合い抜き）があり、用途にもよるが後者の方が繊細で上品な味になるため高級品とされる。
製品
乾燥の繰り返しにより製品の歩留まりは亀節では18%、本節では16〜17%になっている。

### 技術開発
鰹節とかつお節加工残滓の黒粉には、摂取すると発癌性など人体に有害があるとされるベンゾ[a]ピレンなどの多環芳香族炭化水素 (PAHs) が多く含まれるものがある。PAHs は燻煙に使用する煙が凝固した煤とタールや原料魚に含まれる油脂の燃焼煙に由来するとされている。かつお節黒粉は工業的に抽出され出汁や調味液の原料として利用されているため、かつお節黒粉抽出物中の PAHs 低減のための技術開発が行われている。
2015年時点で日本では規制値はないが、欧州連合 (EU)、カナダ、中国、韓国などでは規制値が設定されており、鰹節の輸出などの際に問題となることがある。一方で鰹節は旨味を抽出できる食材として海外でも知られるようになっており、日本企業による輸出や海外生産の取り組みが増えている。日本国内の鰹節関連事業者が共同で設立した新会社「枕崎フランス鰹節」（鹿児島県枕崎市）は燻煙の燃料・時間を工夫することで規制値を下回るようにする技術を開発し、ブルターニュ地方のコンカルノーに建設した工場で2016年9月から生産を始めた。
静岡県焼津市の鰹節メーカー・新丸正は製造工程を改良し、EU向け輸出に必要なHACCP認証を2017年に取得した。
インドネシアでは現地企業が鰹節を生産しており、ヤマキは提携して仕入先としている。ヤマキはこのほか、鰹節の韓国現地生産にも乗り出している。

### 副産物
鰹節や鯖節の煮熟に使った煮汁を長時間加熱して煮詰めたものを「せんじ」という（煎脂、鰹せんじ、鯖せんじ）。鯖せんじは屋久島で生産されている。『和名類聚抄』などには堅魚煎汁（かつをいろり）の記述があり古くから調味料として使用されてきた。

## 利用

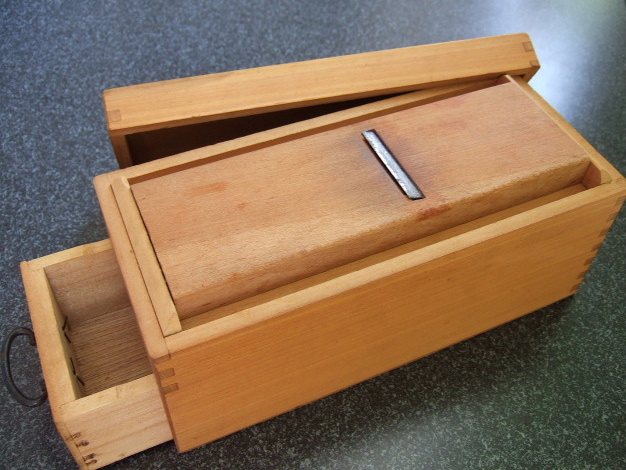
鰹節削り器（鉋が乗っている）

食用として利用する際には、かんなで削り、削り節とするのが伝統的な方法である。この削り節は、調味料として和食では重宝される。
鰹節からのイノシン酸の抽出には水に含まれるミネラルが悪影響を及ぼすので軟水の使用が望ましい。水分を十分除去した鰹節は長期保存での腐敗はしないが、カツオブシムシなどの害虫の発生には注意が必要である。